# The Grand Wazoo
The Grand Wazoo è il sesto album di inediti del musicista e compositore statunitense Frank Zappa, pubblicato nel novembre 1972 dalla Reprise Records.
Rappresenta l'ipotetico terzo capitolo della trilogia jazz-fusion che Zappa aveva iniziato con Hot Rats (1969) e proseguito poi con Waka/Jawaka (luglio 1972).

## Il disco
L'impianto strumentale di The Grand Wazoo è costituito in gran parte da una big band orchestrale. Si tratta del terzo disco pubblicato in un periodo nel quale Zappa era confinato su una sedia a rotelle a seguito dell'aggressione subita sul palco da un fan che lo aveva scaraventato nella buca dell'orchestra durante un concerto a Londra. Nonostante il suo infortunio, Zappa intraprese un nuovo progetto stilistico con The Grand Wazoo, e un secondo tour di otto date, con concerti da tenersi principalmente in Europa. Il gruppo venne denominato "The Grand Wazoo" traendo il nome dall'omonimo album pubblicato nello stesso anno, nel quale Zappa utilizzò una grande orchestra con molti musicisti, la maggior parte dei quali provenienti dalla scena jazz, come il sassofonista Ernie Watts, Anthony Ortega, e il trombonista Billy Byers.
«Zappa scelse questo assetto di formazione da big band per le ampie possibilità di sfumature musicali che gli avrebbe permesso, infinitamente più sottili e sofisticate rispetto al gruppo limitato con cui di solito si esibiva», afferma il suo biografo Alain Dister. Zappa stesso è il leader della band in un disco che, nonostante contenga pezzi quasi del tutto strumentali, narra attraverso le note interne la leggenda fittizia e bizzarra di Cletus Awreetus-Awrightus, Imperatore "funky" di qualche regime antico e decadente simile all'antica Roma, posto alla guida di un esercito musicale di 5000 strumenti d'ottone (l'aviazione), 5000 diversi percussionisti (l'artiglieria) , e 5000 musicisti che suonano svariati strumenti elettronici (armi psico-batteriologiche) impegnato in un'eterna lotta contro le forze della mediocrità rappresentate dall'esercito (sempre musicale) di Mediocrates De Pedestrium, in una rappresentazione surreale della realtà del mondo dello show business musicale, infarcito di muzak da istupidimento delle masse secondo Frank Zappa. Tutto questo mentre nelle catacombe sotto il palazzo imperiale si raduna un gruppo di fanatici asceti masochisti chiamati "Questions" ("Domande"). Il "grande Wazoo" del titolo è il rudimentale megafono con il quale l'Imperatore impartisce gli ordini al suo esercito. Con questo lavoro concettuale Zappa unì insieme sue produzioni precedenti come Uncle Meat (1968) e 200 Motels (1971) che già risentivano di forti influenze jazzistiche. Questo esperimento, però, fu di breve durata: i musicisti che parteciparono alla registrazione di questo album, erano diversi da quelli del 1972 che andarono in tour, e Zappa avrebbe poi proseguito su altre strade stilistiche.
Totalmente avulso dal concept del resto del disco è l'unico brano a contenere una traccia vocale sull'album, For Calvin (and His Next Two Hitch-Hikers), che tratta dei dubbi di "Calvin" Schenkel circa due autostoppisti da lui caricati in auto. La musica accompagna questo stato d'animo che lentamente sconfina nella paranoia, facendosi sempre più inquietante con il proseguire della traccia. Curiosamente, nella versione originale in vinile dell'album pubblicata nel 1972, questa era la prima traccia del disco, poi spostata al secondo posto nelle successive ristampe CD invertendo la posizione con la title track, apparentemente senza spiegazione alcuna.

## Tracce

### Versione LP
Lato A
Testi e musiche di Frank Zappa.
1. For Calvin (and His Next Two Hitch-Hikers) – 6:06
2. The Grand Wazoo – 13:20

Durata totale: 19:26
Lato B
1. Cletus Awreetus-Awrightus – 2:57
2. Eat That Question – 6:42
3. Blessed Relief – 8:00

Durata totale: 17:39

### Versione CD(1987)
Testi e musiche di Frank Zappa.
1. The Grand Wazoo – 13:19
2. For Calvin (and His Next Two Hitch-Hikers) – 6:06
3. Cletus Awreetus-Awrightus – 2:57
4. Eat That Question – 6:42
5. Blessed Relief – 7:59

Durata totale: 37:03

## Formazione
- Frank Zappa – chitarra, percussioni, voce
- Mike Altschul – legni
- Bill Byers – trombone
- Chunky (Lauren Wood)– voce
- Lee Clement – percussioni
- George Duke – tastiere, voce
- Earl Dumler – legni
- Aynsley Dunbar – batteria
- Tony Duran – chitarra, chitarra bottleneck
- Erroneous (Alex Dmochowski) – basso
- Alan Estes – percussioni
- Janet Neville-Ferguson – voce
- Fred Jackson Jr. – legni
- Sal Marquez – basso, tromba, voce, spazzole
- Joanne Caldwell McNabb – voce, spazzole, legni
- Malcolm McNabb – trombone, corno francese, tromba
- Tony Ortega – legni
- Joel Peskin – sassofono, legni
- Don Preston – Minimoog
- Johnny Rotella – legni
- Ken Shroyer – trombone, spazzole, "guida spirituale"
- Ernie Tack – spazzole
- Ernie Watts – sax tenore
- Robert Zimmitti – percussioni
- Gerry Sack - tamburello phantom

## Curiosità
- Il titolo dell'album è una storpiatura anglicizzata dal francese del termine le grand oiseau, in italiano "il grande uccello".[2]